# Филюшкин, Александр Ильич
Алекса́ндр Ильи́ч Фи́люшкин (род. 1 ноября 1970, Воронеж, СССР) — российский историк, специалист по истории России, Великого княжества Литовского, Речи Посполитой, Ливонского ордена в XV—XVII веках. доктор исторических наук (2007), профессор (на должности с 2013 г.).

## Биография
Родился 1 ноября 1970 года в Воронеже в семье литературоведа С. Н. Филюшкиной (род. 1936).
В 1992 году окончил исторический факультет Воронежского государственного университета. Ученик известного историка-краеведа, профессора В. П. Загоровского (1925—1994).
Работал учителем истории в гимназии № 2 г. Воронежа.
В 1994 году стал директором музея истории Воронежского государственного университета.
В 1995 году в Воронежском государственном университете под научным руководством В. П. Загоровского защитил диссертацию на соискание учёной степени кандидата исторических наук по теме диссертации: «Состав правящих кругов Российского государства и проблемы изучения „Избранной Рады“» (специальность 07.00.02 — Отечественная история).
В 1995—2001 годах — преподаватель кафедры истории Воронежского государственного университета.
С 2002 года — доцент кафедры истории гуманитарного факультета Санкт-Петербургского государственного политехнического университета; с 2004 года — доцент кафедры истории России с древнейших времён до XX века, с 2006 года — заведующий кафедрой истории славянских и балканских стран исторического факультета СПбГУ.
В 2007 году в Санкт-Петербургском государственном университете защитил диссертацию на соискание учёной степени доктора исторических наук по теме «Андрей Михайлович Курбский: просопографическое исследование и герменевтический комментарий к посланиям Андрея Курбского Ивану Грозному» (специальность 07.00.02 — Отечественная история); научный консультант — доктор исторических наук, профессор Р. Г. Скрынников; официальные оппоненты — член-корреспондент РАН, доктор исторических наук, профессор Б. Н. Флоря, доктор исторических наук, профессор А. П. Павлов и доктор филологических наук А. Г. Бобров; ведущая организация — Российский государственный гуманитарный университет.

## Награды
В ноябре 2015 года удостоен Макарьевской премии в номинации «История России» за монографию «Изобретая первую войну России и Европы: Балтийские войны второй половины XVI века глазами современников и потомков».

## Научная деятельность
В кандидатской диссертации выступил автором концепции (вслед за И. И. Смирновым и А. Н. Гробовским), отрицающей реальность существования правительства «Избранной рады», считающей сведения о ней политическим мифом. В работах 2001—2014 годов предложил новый взгляд на Ливонскую войну (1558—1583): подверг критике концепцию войны за выход России к Балтийскому морю (считал, что со стороны России война шла за земли и города). Предложил трактовать Ливонскую войну как конструкт, созданный в XIX веке Н. М. Карамзиным и последующими историографами. Вместо этого термина предложил ввести понятие «Балтийские войны», под которыми следует понимать серию локальных конфликтов за обладание Прибалтикой во второй половине XVI века.
В 2001—2014 годах был собственным корреспондентом российского исторического журнала «Родина» по Санкт-Петербургу и Северо-Западу РФ, Выпускающий редактор журнала «Studia Slavica et Balcanica Petropolitana» (с 2007). Член редакционного совета научного журнала «Russian History» (с 2011).

## Научные труды
Автор более 300 научных и учебно-методических работ, изданных в России, Украине, Белоруссии, Польше, Германии, США, Великобритании, Греции, Литве, Эстонии, Латвии.

### Монографии
- История одной мистификации: Иван Грозный и «Избранная Рада». — М., 1998. — 352 с. — ISBN 5-85815-065-9.
- Титулы русских государей. — М.; СПб.: Альянс-Архео, 2006. — 256 с. — 300 экз. — ISBN 5-98874-011-1. (1-е издание), Нью-Йорк, 2008.
- Филюшкин А. И. Андрей Михайлович Курбский: Просопографическое исследование и герменевтический комментарий к посланиям Андрея Курбского Ивану Грозному. — СПб.: Изд-во СПбГУ, 2007. — 624 с. — 1000 экз. — ISBN 978-5-288-04251-5.
- Андрей Курбский. — М.: Молодая гвардия, 2008. — 304 с. — (Жизнь замечательных людей; № 1137). — 5000 экз. — ISBN 978-5-235-03138-8.
- Filjushkin A. Ivan the Terrible: A Military History. London, 2008 — ISBN 978-1-84832-504-3.
- Василий III. — М.: Молодая гвардия, 2010. — 368 с. — (Жизнь замечательных людей; № 1270). — 5000 экз. — ISBN 978-5-235-03379-5.
  - См. критическую рецензию: Короленков А. В. Две книги о московских князьях // Российская история. 2013. №. 6. С. 165—169).
- Изобретая первую войну России и Европы: Балтийские войны второй половины XVI века глазами современников и потомков. — СПб.: Дмитрий Буланин, 2013. — 880 с. — (Studiorum Slavicorum Orbis). — 1000 экз. — ISBN 978-5-86007-726-3.
- Закат северных крестоносцев: «Война коадъюторов» и борьба за Прибалтику в 1550-е годы. — М.: Русские витязи, 2015. — 72 с. — (Ратное дело). — 1200 экз. — ISBN 978-5-9906036-6-0.
- Филюшкин А. И., Кузьмин А. В. Когда Полоцк был российским: Полоцкая кампания Ивана Грозного 1563—1577. — М.: Русские витязи, 2017. — 176 с. — (Ратное дело). — 1000 экз. — ISBN 978-5-9909607-4-9.
- Первое противостояние России и Европы. — М.: Новое литературное обозрение, 2018. — 320 с. — (Что такое Россия). — ISBN 978-5-4448-0919-8.
- Вебер Д. И., Филюшкин А. И. От ордена осталось только имя… Судьба и смерть немецких рыцарей в Прибалтике. М.: Наука, 2018 — ISBN 978-5-02-039680-7

### Избранные статьи
- Логика спора Ивана Грозного с Андреем Курбским // Герменевтика древнерусской литературы. — М.: Наследие, 1998. — Вып. 9. — С. 236—263.
- «Постмодернистский вызов» и его влияние на современную теорию исторической науки // Топос. — 2000. — № 3. — С. 67—78. Архивировано 17 июня 2024 года.
- Модель «царства» в русской средневековой книжности XV—XVI вв. // Герменевтика древнерусской литературы. — М.: Наследие, 2000. — Вып. 22. — С. 262—279.
- Методологические инновации в современной российской исторической науке // Actio nova 2000. — М.: Глобус, 2000. — С. 7—52.
- Рождение идентичности: «Украинський гуманiтарний огляд» // Логос. — 2001. — № 5—6 (31). — С. 178—183.
- Цели похода Тимура на Русь: дискурсы источников и стереотипы историографии // Тюркологический сборник. 2002. Россия и тюркский мир. — М.: Восточная литература, 2003. — С. 354—368.
- Проблема генезиса Российской империи // Новая имперская история постсоветского пространства. — Казань: Центр исследований национализма и империи, 2004. — С. 375—408.
- Прочтение титула правителей Русского государства в XV—XVI вв. на международной арене // Труды кафедры истории России с древнейших времен до XX века. — СПб.: Изд-во СПбГУ, 2006. — С. 557—575.
- Бегство Курбского: оценки источников и стереотипы историографии // Вестник Санкт-Петербургского университета. История. — 2007. — № 1. — С. 8—17.
- Проекты русско-крымского военного союза в годы Ливонской войны // «В кратких словесах многой разум замыкающе...». — СПб.: Изд-во СПбГУ, 2008. — С. 309—336.
- «Другая Русь» в русской историографии // Lietuvos Didžiosios Kunigaikštijos tradicija ir paveldo «dalybos». — Vilnius: Vilniaus universiteto leidykla, 2008. — С. 94—113.
- Московская неонатальная империя: к вопросу о категориях политической практики // Вестник Санкт-Петербургского университета. История. — 2009. — № 2. — С. 5—20.
- Особенности рассказа о Ливонской войне хроники Иоганна Реннера // Studia Slavica et Balcanica Petropolitana. — 2011. — № 1 (9). — С. 93—100.
- Изучение истории славянских и балканских стран на историческом факультете СПбГУ // Studia Slavica et Balcanica Petropolitana. — 2011. — № 2 (10). — С. 207—220.
- Как Россия стала для Европы Азией? // Изобретение империи: языки и практики. — М.: Новое издательство, 2011. — С. 10—48.
- Как видели войну за Прибалтику авторы разрядов XVI—XVII вв.? // Вестник Санкт-Петербургского университета. История. — 2013. — № 3. — С. 3—11.
- Проект «Русская Ливония» // Quaestio Rossica. — 2014. — № 2. — С. 94—111.
- Как изучать Ливонскую войну? (историографические заметки) // Российская история. — 2015. — № 4. — С. 3—17.
- Рубежные списки XVI в. // Древняя Русь. Вопросы медиевистики. — 2016. — № 2 (64). — С. 72—78.
- Сотворение Грозного царя: зачем Н. М. Карамзину был нужен «тиран всея Руси»? // Тетради по консерватизму. — 2016. — № 4. — С. 123—130.
- «Мобилизация Средневековья» как инструмент формирования представлений о славянском единстве // Studia Slavica et Balcanica Petropolitana. — 2017. — № 2. — С. 22—39.
- Места памяти или память места? Две битвы Александра Невского в исторической памяти // Диалог со временем. — М.: ИВИ РАН, 2017. — Вып. 60. — С. 25—44.
- Когда и зачем стали ставить памятники историческим персонажам Древней Руси? // Древняя Русь: во времени, в личностях, в идеях. — СПб., 2017. — Вып. 7. — С. 382—397.
- Чужое прошлое? Какие памятники истории искала Россия на своих восточных окраинах // Новое прошлое / The New Past. — 2018. — № 1. — С. 79—96.
- Медиевализм: почему нам сегодня нужны средние века? // Историческая экспертиза. — 2018. — № 4 (17). — С. 153—162.
- Экономический аспект борьбы за Ливонию в XVI веке: данные источников и стереотипы историографии // Ученые записки Новгородского государственного университета имени Ярослава Мудрого. — 2019. — № 5 (23).
- Как сегодня изучать историю Восточной Европы? // Studia Slavica et Balcanica Petropolitana. — 2020. — № 1 (27). — С. 3—24.
- Св. София и Александр Невский: к вопросу о происхождении идеи «где София, там и Новгород» // Александр Невский: личность, эпоха, историческая память. К 800-летию со дня рождения. — М.: Индрик, 2021. — С. 120—129.
- К вопросу об «идеалах» книжников и политиков Московской Руси // Новое прошлое / The New Past. — 2022. — № 2. — С. 30—46.
- Почему в современном мире будущее заменяют прошлым: история возвращается? // Международная аналитика. — 2022. — Т. 13, № 3. — С. 16—29.
- «За святую Софию!» Культ святых и модели региональной лояльности: Северо-Запад средневековой Руси, Великое княжество Литовское, Ливония // Государство, религия, церковь в России и за рубежом. — 2023. — № 1 (41). — С. 55—73.
- «Сделать известным»: историческая память, историческая политика и памятники истории Российской империи // Вестник Новосибирского государственного университета. Серия: История, филология. — 2023. — Т. 22, № 8. — С. 70—80.